# Hiroshima (Hersey)
Hiroshima é o título de um artigo escrito pelo ganhador do Prémio Pulitzer de Ficção John Hersey, que foi publicado na edição de 31 de agosto de 1946 da  The New Yorker. Posteriormente o artigo foi convertido para uma edição em livro. 

## Personagens
O artigo descreve como os bombardeios atômicos de Hiroshima e Nagasaki afetaram a vida de seis indivíduos (a inspiração veio de um livro que Hersey leu no navio a caminho do Japão, A ponte de São Luís Rei, de Thornton Wilder, que conta uma tragédia no Peru sob o ponto de vista de cinco sobreviventes):
- Reverendo Kiyoshi Tanimoto: um pastor Metodista educado nos Estados Unidos na Universidade de Emory;
- Hatsuyo Nakamura: uma viúva de guerra, mãe de três crianças;
- Dr. Masakazu Fujii: médico proprietário de um hospital privado;
- Padre Wilhelm Kleinsorge (Makoto Takakura): um pastor Jesuíta designado para a cidade;
- Dr. Terufumi Sasaki: um jovem médico no Hospital da Cruz Vermelha; e
- Toshiko Sasaki: uma funcionária administrativa da East Asia Tin Works (sem parentesco com Terufumi Sasaki).

Cada relato é seguido por um breve comentário descrevendo o quão perto cada pessoa estava do epicentro da explosão.

## Estrutura
O artigo consiste de quatro partes:
1. Um Brilho Sem Barulho: descreve o momento da explosão;
2. O Fogo: descreve a devastação que a cidade experimentou imediatamente após a explosão, e os esforços dos hibakusha (sobreviventes do bombardeio) para conseguirem se salvarem no Parque Asano;
3. Detalhes Estão Sendo Investigados: descreve como os rumores sobre o que aconteceu estavam assolando a cidade, enquanto os hibakusha ofereciam ajuda e conforto um para o outro;
4. Panic Grass and Feverfew: descreve as semanas após o ataque, no que os hibakusha tentam reconstruir suas vidas, enquanto sofrem das sequelas e condições de saúde que atormentaram o seu ajuste a uma vida normal.

## História
Hersey esteve no Japão de 25 de maio a 12 de junho e levou cerca de seis semanas para escrever a matéria, com 150 páginas originalmente. Ainda que a Collier's Weekly havia previamente publicado um relato do bombardeio, os editores da The New Yorker reconheceram o impacto que o artigo teria por oferecer uma face humana para as vítimas, e reservaram uma edição inteira de Agosto para a publicação, apesar de as quatro partes terem sido pensadas para serem publicadas em edições separadas. A edição não contou com outros artigos e sequer os característicos cartuns da revista - foi mantida somente a programação cultural da semana. Os leitores, que nunca haviam sido expostos aos horrores da guerra nuclear através da perspectiva daqueles que teriam vivido isto, foram rápidos em adquirir cópias da revista, e a edição, com cerca de 300 mil exemplares, esgotou-se em apenas poucas horas. O artigo foi narrado por completo através de rádio, e discutido por jornais. Logo após sua publicação, o Clube do Livro americano imprimiu uma edição como livro e o distribuiu gratuitamente para seus membros. Apenas no Japão a distribuição foi desencorajada pelo Governo de Ocupação Americano. Meses depois, o ex-secretário de Guerra, Henry Stimson, escreveu uma resposta para a reportagem, intitulada "A decisão de usar a bomba atômica", publicada pela revista Harper's.
Edições modernas do livro contém um quinto capítulo final, escrito quarenta anos após o artigo original. Nele, Hersey retorna para o Japão para descobrir o que aconteceu ao longo dos anos com as seis pessoas que ele entrevistou. Dois deles, Masakazu Fujii e Wilhelm Kleinsorge, já haviam morrido, mas ele descreve como eles viveram à sombra do bombardeio, com o primeiro tentando esquecer as lembranças do que ocorreu, enquanto o segundo sofreu uma série de problemas de saúde devido a radiação. Influenciada pelo Padre Kleinsorge, Toshiko Sasaki se tornou uma freira, após ter cuidado de seus três irmãos mais novos. Kiyoshi Tanimoto se tornou a "celebridade" do grupo, fazendo viagens pelos Estados Unidos para levantar fundos para sua igreja, ajudando jovens garotas feridas pela explosão com coisas como cirurgia plástica, e também estabelecer o Centro de Paz de Hiroshima. Em uma destas visitas, descrita em detalhes, ele apareceu no popular programa de televisão Esta é a Sua Vida, onde ele foi colocado na desconfortável posição de ser reunido com o Capitão Robert Lewis, copiloto do Enola Gay, que jogou a bomba na cidade.
Apesar da popularidade, o livro, que surgiu no momento que a Guerra Fria se intensificava, sofreu algumas críticas por pessoas que acreditavam que ele era simpatizante demais com as vítimas, e assim questionando o eventual uso de armas nucleares contra a União Soviética, tanto por pessoas que sentiam que o tom de Hersey era muito seco e jornalístico. Seja como for, é um livro popular até os dias de hoje, e muito citado por ativistas antiarmas nucleares.